# 加計学園グループ
加計学園グループ（かけがくえんグループ）は、加計学園を含めた日本の教育コングロマリットである。当初は加計勉が加計学園を創立した。

## 概説
保育園、幼稚園、小学校、中学校、高等学校、大学、大学院、特別養護老人ホームなどを擁する。
グループ各校は進学入試で「関連校入試」採用し、グループ校への進学は有利な条件で受験が可能である。。
各校は設立者の加計勉を学祖とする。学校法人順正学園、社会福祉法人順正福祉会、医療法人順正会は、福西志計子を学祖に並び扱う。。

## 現役員
役員は以下の通り。
- 理事長・加計役
- 専務理事・北村良人
- 理事・加計晃太郎、平野博之（岡山理科大学学長）、藤本一雄（千葉科学大学学長）、越宗孝昌（会社相談役）、加計正弘[注 1]（会社役員）、村田誠四郎（会社役員）、伊原木一衛（会社役員）
- 監事・木澤克之[注 2]（弁護士）、唐井一成（医師）

## 教育目標
- ひとりひとりの若人が持つ能力を最大限に引き出し技術者として社会人として社会に貢献できる人材を養成する。- 加計学園
- 学生一人ひとりのもつ能力を最大限に引き出し引き伸ばし、社会に有為な人材を養成する。- 順正学園
- 自らの天分を最大限に伸ばし日本古来の醇風美俗を重んじ小・中・高一貫の優れた教育によって英智を養い新しい時代の人間として国際社会に貢献する人材を育成し知徳体の調和をはかり豊かな品性と健康な身体を養う。- 広島加計学園
- 「自立，創造，友情」の精神を養い、心身ともに健康で、たくましい人物を育てる。- 吉備高原学園 教育目標
- すべての子どもがもつ人間としての価値を尊敬、信頼して一人ひとりの能力を、最大限に伸ばすことを目指す。- ゆうき学園

## グループ構成
創業者加計勉の死去後、長男の加計孝太郎と長女の加計美也子が各学園の理事長職を継承した。加計美術館は加計と順正の両学園が運営する。。

### 加計学園系列
加計勉の長男、加計孝太郎が運営する。グループ初の学校法人として岡山県岡山市北区に本拠を置く加計学園を主幹に置く。
- 学校法人 加計学園（がっこうほうじん かけがくえん、英語: Kake Educational Institution）
1961年（昭和36年）設立。加計が個人で設立したグループ最初の学校法人。
- 学校法人 広島加計学園（がっこうほうじん ひろしまかけがくえん、英語: Hiroshima Kake Educational Institution）
1979年（昭和54年）設立。英数学館予備校で培われた進学ノウハウと学校法人加計学園によって培われた経営ノウハウを、より純粋な形で発展・運営させる事を目的に設立された学校法人[要出典]。
- 学校法人 英数学館（がっこうほうじん えいすうがっかん、英語: School Corporation EISU GAKKAN）
1969年（昭和44年）法人設立。加計学園グループのルーツとされる英数学館予備校（1955年（昭和30年）営業開始）を運営する。現在はサポート校運営に経営の軸足をシフトさせている[要出典]。
- 学校法人 吉備高原学園（がっこうほうじん きびこうげんがくえん、英語: KibiKogenGakuen Educational Institution ）
1991年（平成3年）設立。岡山県との共同出資によって設立された学校法人。吉備高原都市計画の一翼を期待して設立された全寮制の学園だが、都市計画の凍結によって頓挫している[要出典]。理事長は現在も歴代の岡山県知事が務める。
- 株式会社 SID創研（かぶしきがいしゃ えすあいでぃーそうけん、英語: SID SOKEN Co., Ltd.）
グループ全体で培った学術ノウハウによって得た成果を民生レベルへと提供し、社会に還元することを目的として設立された株式会社[要出典]。加計学園がハード（土地建造物所有権）を持つヘルスピア倉敷のソフト部分の業務における実務や、関連大学の研究によって開発された化粧品の販売、認可外保育施設（こども園）の運営などを行っている。

### 順正学園系列
加計勉の長女、加計美也子が運営する。高梁市に本拠を置く順正学園を主幹に置く。学園名の「順正」を法人名に冠する施設は、順正女学校を設立した福西志計子を準学祖として加計勉と並び扱う。。
学園法人名である「順正」の語は、福西が人材育成の指標としたとされる四字熟語「温順貞正」を直接の由来とし、原出典は『孟子』の「以順為正。妾婦之道也」ないしは『礼記』の「君子は情に帰ってその志を和げ邪僻の気は身体の中におかず、知覚肉体すべて順正の道によって本義を実行せしむ」にあるとされる。
- 学校法人 順正学園（がっこうほうじん じゅんせいがくえん、英語: Junsei Educational Institution ）
1967年（昭和42年）に学校法人高梁学園として設立。高梁市と共同出資で設立し、高梁市長が理事として運営に参画する。
- 学校法人 ゆうき学園（がっこうほうじん ゆうきがくえん、英語: Yuki Educational Institution ）
1972年（昭和47年）設立。幼児教育研究の実践場として設立する。[要出典]。
- 社会福祉法人 順正福祉会（しゃかいふくしほうじん　じゅんせいふくしかい、英語: Junsei Welfare Group）
1979年（昭和54年）設立。福祉・看護・幼児教育を実践する[要出典]。
- 医療法人 順正会（いりょうほうじん じゅんせいかい、英語: Medical Corporation Junseikai）
2014年設立。医療福祉の実践場として[要出典]、岡山市に設立された医療法人。

## 沿革
各学校の来歴は、各校の項目を参照する事。

### 年表
- 1955年（昭和30年）4月 - 広島英数学館創立
- 1960年（昭和35年）4月 - 岡山予備校開校
- 1961年（昭和36年）
  - 9月 - 学校法人加計学園設置認可。岡山電気工業高等学校設置認可
  - 10月 - 広島英数学館の設置者を個人立から学校法人加計学園に変更認可
- 1962年（昭和37年）4月 - 岡山電機工業高等学校開校
- 1963年（昭和38年）8月 - 学校法人岡山予備校学園設置認可。岡山予備校の設置者を個人立から学校法人岡山予備校学園に変更認可
- 1964年（昭和39年）
  - 1月 - 岡山理科大学設置認可
  - 4月 - 岡山理科大学開学。福山英数学館開校
- 1967年（昭和42年）
  - 1月 - 学校法人高梁学園設置認可
  - 4月 - 学校法人高梁学園により順正短期大学開学
  - 9月 - 順正高等看護専門学院設置認可
- 1968年（昭和43年）4月 - 順正高等看護専門学院開校
- 1969年（昭和44年）
  - 2月 - 学校法人英数学館設置認可
  - 4月 - 広島英数学館、福山英数学館を学校法人加計学園から学校法人英数学館に設置者変更
- 1972年（昭和47年）12月 - 学校法人ゆうき学園設立認可
- 1973年（昭和48年）4月 - 戸坂幼稚園開園
- 1975年（昭和50年）4月 - 岡山高等建築専門学院開校
- 1979年（昭和54年）
  - 9月 - 社会福祉法人順正福祉会設立認可
  - 12月 - 学校法人広島加計学園を設立認可
- 1980年（昭和55年）4月 - 順正保育園開園。英数学館中学校開校
- 1983年（昭和58年）4月 - 英数学館高等学校開校
- 1985年（昭和60年）4月 - 英数学館松山校開校。広島加計ビジネス高等専修学校開校
- 1986年（昭和61年）4月 - 英数学館加古川校開校
- 1989年（平成元年）12月 - 吉備国際大学設置認可
- 1990年（平成2年）
  - 4月 - 吉備国際大学開学
  - 10月 - 学校法人吉備高原学園設立認可。吉備高原学園高等学校開校認可
- 1991年（平成3年）4月 - 学校法人吉備高原学園設立。吉備高原学園高等学校開校
- 1992年（平成4年）10月 - 学校法人加計学園30周年記念式典挙行
- 1993年（平成5年）4月 - 福山福祉専門学校開校
- 1994年（平成6年）4月 - 英数学館小学校開校
- 1995年（平成7年）
  - 4月 - 倉敷芸術科学大学開学。松山総合福祉専門学校開校
  - 11月 - 高梁学園創立30周年記念式典挙行
- 1996年（平成8年）4月 - 半田山に自然植物園開設
- 1998年（平成10年）4月 - 玉野看護福祉総合専門学校開校。特別養護老人ホーム・グリーンヒル順正開所
- 1999年（平成11年）4月 - 九州保健福祉大学開学。英数学館姫路校開校
- 2000年（平成12年）4月 - 英数学館神戸校開校。英数学館北九州校開校
- 2002年（平成14年）
  - 1月 - 英数学館高等学院開校
  - 4月 - 岡山理科大学附属中学校開校。広島アニマルケア専門学校開校
  - 11月 - 加計美術館開館
- 2004年（平成16年）4月 - 千葉科学大学を開学[4]。倉敷芸術科学大学専門学校開校。英数学館の主軸をサポート校に完全転換。中核校として広島英数学館改組。並木学院高等学校開校
- 2010年（平成22年）4月1日 - 学校法人高梁学園を順正学園に改称。順正短期大学を吉備国際大学短期大学部に改称。
- 2013年（平成25年）12月2日 - 加計学園が岡山県立総社高等学校と科学教育の推進を目的にした包括連携協定を締結[5]。
- 2014年（平成26年）9月 - 医療法人順正会、設立。
- 2016年（平成28年）3月 - 吉備国際大学短期大学部閉校
- 2022年（令和4年）4月 - 千葉科学大学附属高等学校を開校
- 2023年（令和5年）3月 - 順正高等看護福祉専門学校閉校
- 2024年（令和6年）4月 - 九州保健福祉大学を九州医療科学大学に、九州保健福祉大学総合医療専門学校を九州医療科学大学専門学校に[6]、それぞれ改称

## 運営校・運営施設

### 加計学園
- 岡山理科大学（岡山市北区）- 1964年4月開校
- 倉敷芸術科学大学（倉敷市）- 1995年4月開校
- 細胞病理学研究所（倉敷市）
- 千葉科学大学（銚子市）- 2004年4月開校[4]
- 岡山理科大学専門学校（岡山市北区）- 1975年4月開校
- 玉野総合医療専門学校（玉野市）- 1998年4月開校
- 岡山理科大学附属中学校・高等学校（岡山市北区）- 1961年4月開校、中学は2002年4月開校。
- 御影インターナショナルこども園（神戸市東灘区）- 2014年4月開園
- 千葉科学大学附属高等学校（銚子市）-2022年4月開校

過去の設置校
- 倉敷 食と器 専門学校（倉敷市）- 2004年4月開校、2013年3月閉校

### 順正学園
- 吉備国際大学（岡山県高梁市）
- 九州医療科学大学（宮崎県延岡市）
- 九州医療科学大学専門学校（宮崎市）

### 広島加計学園
- 英数学館小学校・中学校・高等学校（広島県福山市）

### 英数学館
- 広島アニマルケア専門学校（広島市中区）
- 福山福祉専門学校（広島県福山市）
- 広島加計ビジネス高等専修学校（広島市南区）
- 並木学院高等学校（広島市中区）
- 並木学院福山高等学校（福山市）
- 英数学館岡山校
- 英数学館加古川校
- 英数学館姫路校
- 英数高等学院（福岡市）
- 毎日文化センター広島（平成30年3月末閉館）

### ゆうき学園
- ゆうき幼稚園（広島市東区）

### 吉備高原学園
- 吉備高原学園高等学校（岡山県加賀郡吉備中央町）

### 順正福祉会
- 順正保育園（岡山市北区）
- 特別養護老人ホーム グリーンヒル順正（高梁市）

### SID創研
- ESG倉敷こども園（倉敷市）

### 順正会
- 順正会内科クリニック（内科。岡山県岡山市北区）
- クリニック順正（女性専門内科・漢方内科・整形科。岡山市北区）
- 順正居宅介護支援センター（在宅介護支援センター。岡山市北区）
- 順正通所リハビリセンター（リハビリデイケアセンター。岡山市北区）
- 順正ホームヘルプステーション（訪問介護員派遣事業所。岡山市北区）

## 関連施設
- 加計美術館
- ヘルスピア倉敷[注 4]